# Веселовський Євген Онисимович
Євген Онисимович Веселовський (17 березня 1907, місто Одеса — 3 жовтня 1964, місто Москва, тепер Російська Федерація) — радянський державний діяч, міністр міського та сільського будівництва РРФСР.

## Життєпис
Працював робітником сталепрокатного заводу.
Член ВКП(б) з 1928 року.
З 1929 року — на керівній роботі з будівництва заводів та ТЕЦ. 
У 1932 році закінчив Одеський вечірній енергетичний інститут.
У роки німецько-радянської війни брав участь у спорудженні радянських оборонних ліній у прифронтовій смузі.
У 1946—1952 роках — керуючий будівельного тресту в місті Горький.
У 1952—1955 роках — начальник Головприволжбуду Міністерства будівництва СРСР; заступник міністра будівництва підприємств машинобудування СРСР.
14 грудня 1955 — 8 червня 1957 року — міністр міського та сільського будівництва РРФСР.
29 травня 1957 — 1961 року — голова Ради народного господарства Мордовського економічного адміністративного району.
У січні 1963 — 3 жовтня 1964 року — 1-й заступник міністра будівництва РРФСР.
Раптово помер 3 жовтня 1964 року при виконанні службових обов'язків. Похований на Новодівичому цвинтарі Москви.

## Нагороди та відзнаки
- орден Вітчизняної війни І ст.
- два ордени Трудового Червоного Прапора
- медалі